# Hamntjärnen, Norrbotten
Hamntjärnen är en sjö i Luleå kommun i Norrbotten och ingår i Alån-Rosåns kustområde.